# إيتورف
إيتورف هي بلدية من بلديات شمال الراين-وستفاليا. وهي تقع على نهر زيغ تقريبا. 25 كم شرق مدينة بون.

## السياحة
فنادق إيتورف مصنفة من أفضل الفنادق من حيث المبيت والإفطار 
- Landhotel Steffens
- Gut Heckenhof Hotel & Golfresort an der Sieg

## أعلام
- يوهانز لور
- كارل ماير
- لوتز فيلد